# Amphiporus sinuosus
Amphiporus sinuosus är en djurart som tillhör fylumet slemmaskar, och som först beskrevs av William Stimpson 1857.  Amphiporus sinuosus ingår i släktet Amphiporus och familjen Amphiporidae. Inga underarter finns listade i Catalogue of Life.